# 117 (číslo)
Sto sedmnáct je přirozené číslo, které následuje po čísle sto šestnáct a předchází číslu sto osmnáct. Římskými číslicemi se zapisuje CXVII.

## Matematika
- deficientní číslo
- nepříznivé číslo
- v desítkové soustavě nešťastné číslo
- pětiúhelníkové číslo

## Chemie
- 117 je atomové číslo tennessinu, neutronové číslo nejběžnějšího izotopu platiny a nukleonové číslo čtvrtého nejběžnějšího izotopu cínu[1]

## Kalendář
- Stosedmnáctým dnem kalendářního roku je 27. duben (v přestupném roce 26. duben)

## Roky
- 117
- 117 př. n. l.